# Halecium fasciculatum
Halecium fasciculatum är en nässeldjursart som beskrevs av John Fraser 1938. Halecium fasciculatum ingår i släktet Halecium och familjen Haleciidae. Inga underarter finns listade i Catalogue of Life.